# Шаховской, Дмитрий Иванович
Князь Дми́трий Ива́нович Шаховско́й (18 [30] сентября 1861, Царское Село, Санкт-Петербургская губерния — 15 апреля 1939, Коммунарка) — российский общественный и политический деятель. Министр государственного призрения Временного правительства (1917). Расстрелян в 1939 году, реабилитирован посмертно.

## Биография
Родился в Царском Селе 18 (30) сентября 1861 года.
Из знатного дворянского рода, внук декабриста Фёдора Петровича Шаховского (позднее вспоминал: «Я — внук декабриста и всегда помнил это, насколько себя помню»). Внучатый племянник Петра Яковлевича Чаадаева.
Отец — князь Иван Фёдорович, генерал от инфантерии. Мать — графиня Екатерина Святославовна Корвин-Бержинская (1834—08.03.1871), фрейлина двора (1853), дочь камергера графа Святослава Осиповича Бержинского (1796—до 1857) от его брака с фрейлиной княжной Екатериной Андреевной Долгоруковой (21.09.1798—21.04.1857), сестрой князей Василия, Ильи, Владимира и Николая Долгоруковых, игравших видную роль при дворе, рано умерла.

### Образование
Окончил шестую Варшавскую гимназию (1880). Затем начал учиться на историко-филологическом факультете Московского университета (1880—1882), но окончил историко-филологический факультет Петербургского университета в 1884 году. Дважды арестовывался за участие в студенческом движении. Отказался от оставления на кафедре и последующей педагогической карьеры. Во время учёбы в университете был последователем идей Л. Н. Толстого.
Член возникшего в середине 1880-х годов кружка («Братства»), объединившего молодых интеллектуалов, получавших образование в Петербургском университете (среди них были также В. И. Вернадский, Ф. Ф. Ольденбург, С. Ф. Ольденбург, А. А. Корнилов, И. М. Гревс).
В 1892 году заведено дело «По наблюдению за приехавшим 16—18 июля сего года в усадьбу князя Дмитрия Ивановича Шаховского в селе Михайловском Ярославского уезда вольнопрактикующего в Весьегонском уезде врача Таирова и об учреждении негласного полицейского надзора за владельцем усадьбы князем Дмитрием Шаховским».

### Земский деятель

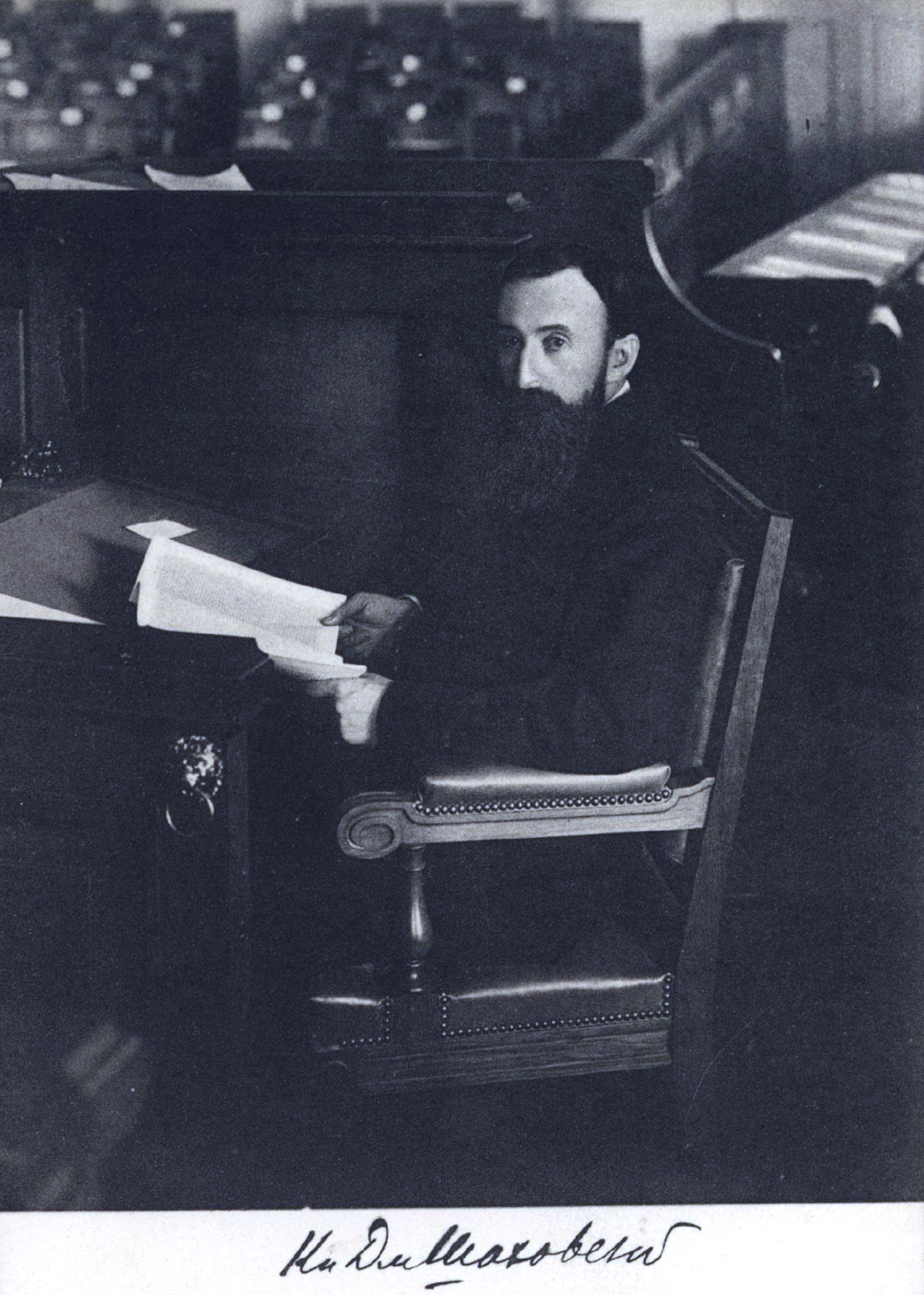
Дмитрий Иванович Шаховской

Уехал в Тверскую губернию, где с 1885 года был заведующим хозяйственной частью народных училищ Весьегонского уезда, курировал 44 земские школы, 7 церковно-приходских школ, 24 школы грамотности. В этом качестве сотрудничал с Фёдором Измайловичем Родичевым, который был предводителем дворянства Весьегонского уезда. Родичев вспоминал: 
Молодой, застенчивый, с наивным внимательным взглядом, Шаховской проповедовал учение Льва Толстого, аскетизм, самопожертвование, любовь. К политике он был равнодушен и собирался идти в учителя русского языка. Он горел жаждой подвига. Я соблазнил его: «Вместо учительства в гимназии поезжайте заведовать народными школами, ваше дело будет и административным, и педагогическим. Вы будете помогать учителям в преподавании, будете связью между ними. Это подлинное дело в пользу народа, то непосредственное знакомство с его нуждами, о котором вы мечтаете»[где?].

Также Родичев вспоминал, что: 
среди учителей земских школ появление Шаховского произвело необыкновенную сенсацию. Молодой князь, сын военного генерала, мужиком в полушубке и валенках, норовит идти пешком и ездит на одиночке. В Весьегонске своими руками возделывает огород, не допуская никакой помощи[где?].

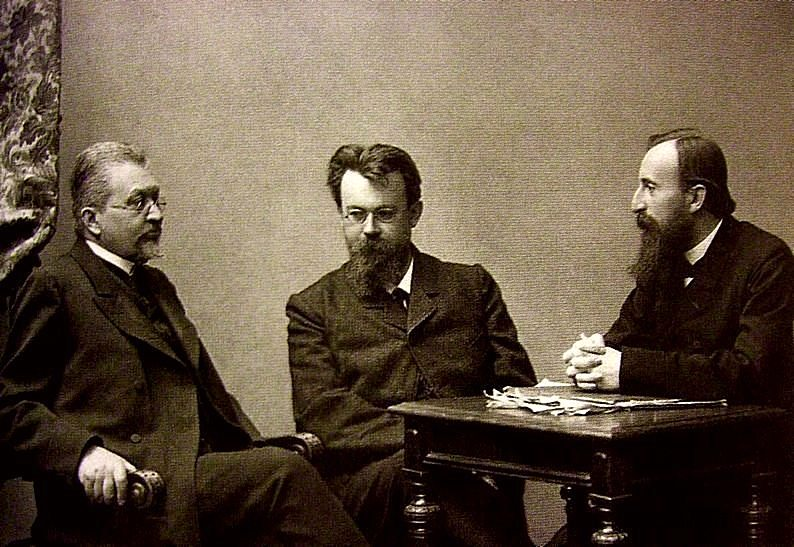
Лидеры «Союза освобождения»: И. И. Петрункевич, В. И. Вернадский и Д. И. Шаховской

Занимался земской статистикой («Земство рисовалось мне практическим путём к осуществлению двух самых дорогих мне начал в общественной жизни: свободы и народности»). В этот период эволюционировал от толстовства к либерализму. С 1887 года находился под негласным надзором полиции.

В 1889 году переехал в Ярославскую губернию, где из-за угрозы банкротства продал имения отца:
Досадно ужасно - уплатился только долг, что это уже, несомненно, последний год.
С 1889 — гласный Ярославского уездного земского собрания, с 1895 — Ярославского губернского земского собрания. Являлся предводителем дворянства Угличского уезда. Был членом уездного училищного совета, Общества для содействия народному образованию, уездной архивной комиссии; был заведующим отделом земского обозрения газеты «Северный край», активно сотрудничал в газете «Вестник Ярославского земства». На собственные средства создал библиотеку для крестьян, снабжал книгами местные сельские школы.

### Участие в либеральном движении

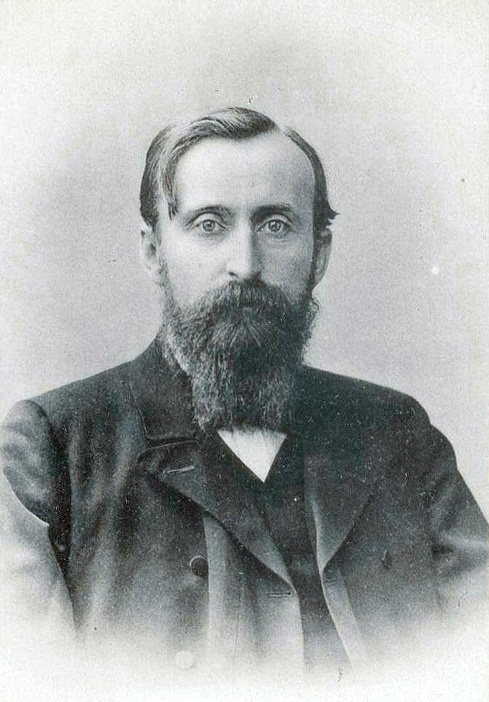
Д. И. Шаховской, 1907

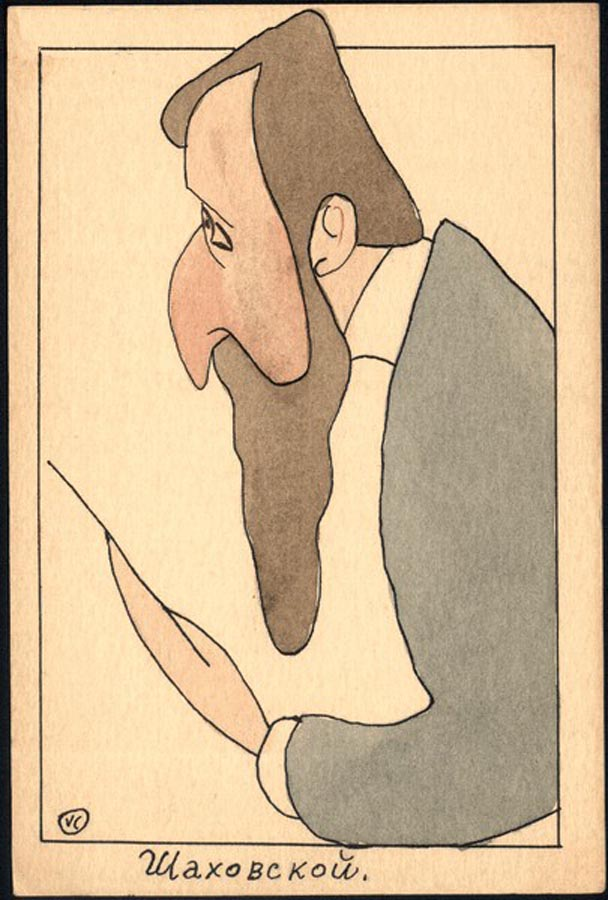
Член I-й Думы
князь Д. Шаховской.
Рис. В. Каррика

Считался всероссийским «собирателем оппозиции». Участвовал в деятельности Вольного экономического общества и кружка «Беседа». Анонимно выпустил в зарубежной русской печати свои брошюры «Земские адреса», «Ходынка», «Царские милости». В 1902 — один из организаторов либерального «Союза освобождения», принимал участие в издании журнала «Освобождение». Был активным сторонником объединения либеральных земцев с демократической интеллигенцией.
Член кадетской партии
В 1905 году был в числе создателей Конституционно-демократической партии (Партии народной свободы), бессменный член её ЦК, был товарищем председателя ЦК партии, секретарём ЦК. Участвовал в формировании губернских, городских, уездных и сельских комитетов кадетской партии, поддерживал связи между центральным руководством партии и её региональными отделениями. Инициатор создания Бюро печати, постоянный сотрудник книгоиздательства «Народное право».

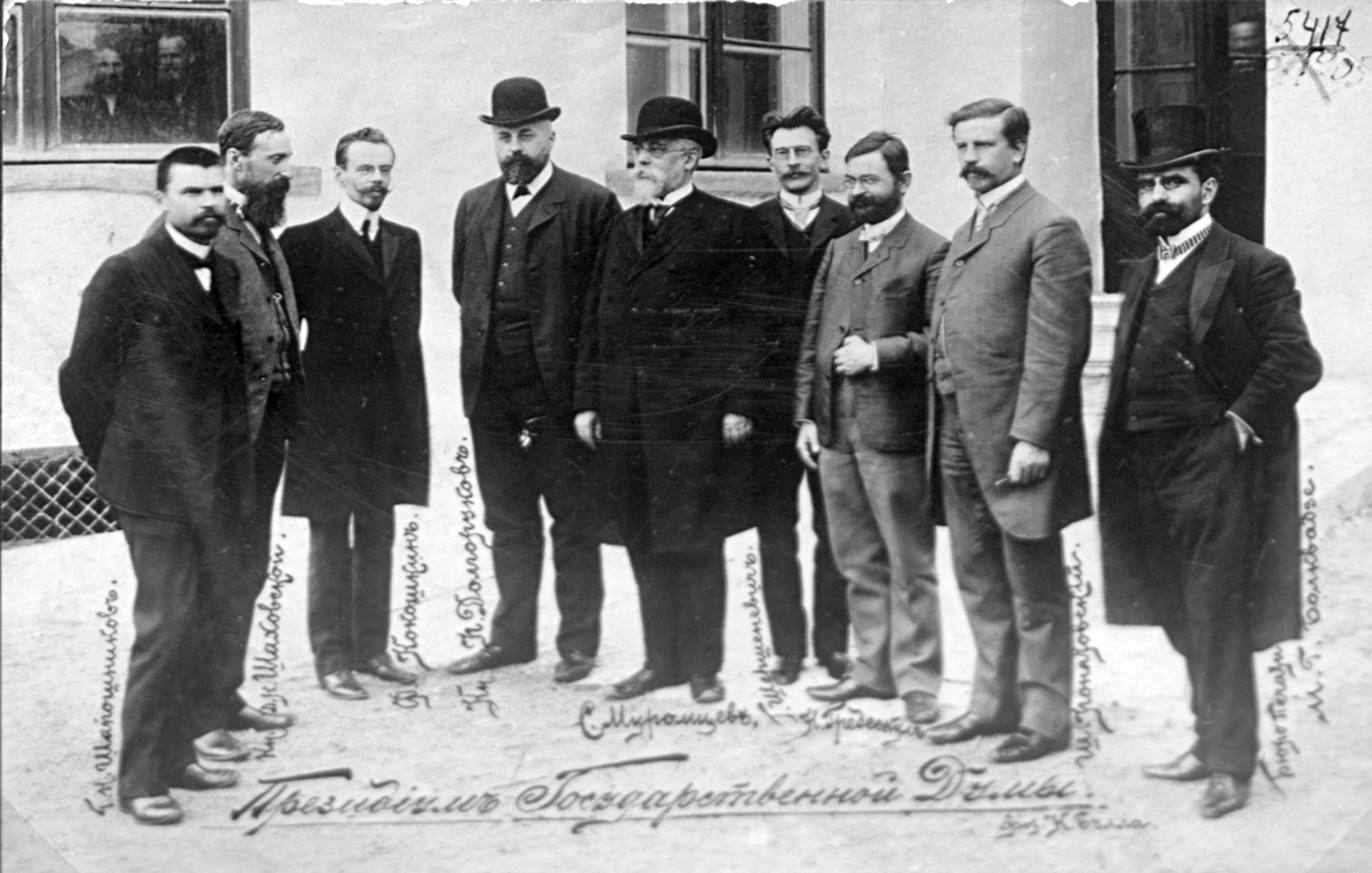
Президиум I Государственной Думы. Слева направо: Г. Н. Шапошников (от Трудовой группы), Д. И. Шаховской, Ф. Ф. Кокошкин, Пётр Д. Долгоруков, С. А. Муровцев, Г. А. Шершеневич, Н. А. Гредескул, Щ. Понятовский (от автономистов) и председатель Бюро печати М. Г. Болквадзе.

В 1906 году избран членом I Государственной думы от Ярославской губернии, являлся её секретарём. Наладил работу думской канцелярии. Был сторонником расширения прерогатив Думы, на одном из её заседаний заявил: 
Мы можем написать какие угодно законы, но если министров Думе не подчиним, то мы ничего не сделаем, а страна нам этого не простит. Подчиним министров Думе — только в этом наша задача, в этом главная потребность страны.
После роспуска Думы подписал Выборгское воззвание, призвавшее население не платить налогов и не идти на действительную воинскую службу вплоть до созыва новой Думы. Вместе с другими «выборжцами» был приговорён к трём месяцам тюремного заключения, которые отбывал в Ярославской тюрьме. Также он был отстранён от участия в выборах. Продолжил активно заниматься партийной деятельностью. Работал в кооперации, в 1916 году — организатор и руководитель общества «Кооперация». В период Первой мировой войны находился в радикальной оппозиции по отношению к правительству, в 1916 г. заявлял, что «кадетам нужна полнота власти».

### Временное правительство
С марта 1917 года член исполкома Московского комитета общественных организаций. С 5-го мая по 2 (15) июля 1917 года — министр государственного призрения во Временном правительстве. Был сторонником сотрудничества кадетов с умеренными элементами социалистических партий.

### Жизнь в советское время
После прихода к власти большевиков (к которому отнёсся резко негативно) продолжал работать в московской потребительской кооперации. Был одним из инициаторов создания в 1918—1919 годах «Союза возрождения России» и «Всероссийского национального центра». В 1920 году был арестован ВЧК, но отпущен.

Служил в Госплане, затем занимался исследовательской деятельностью, литературным трудом, опубликовав свои исследования о взглядах П. Я. Чаадаева, изучением которых занимался всю жизнь. Результатом поисков рукописного наследия и маргиналий мыслителя на книгах его личной библиотеки стала публикация пяти неизвестных «Философических писем» Чаадаева и других связанных с ним материалов. По мнению А. А. Златопольской, 
Шаховской рассматривает Чаадаева в контексте традиций русской философско-исторической мысли, прослеживает влияние чаадаевской традиции на развитие русской мысли XIX и XX века, считая её магистральной линией этого развития… Для Шаховского чаадаевские традиции ведут к Владимиру Соловьёву, затем к представителям русской религиозно-философской мысли XX века, к идее ноосферы Вернадского.
Написал ряд работ по истории русской культуры и освободительного движения, часть из которых пропала. Участвовал в краеведческой деятельности. С 1930 года находился на пенсии по инвалидности, однако затем власти приняли решение лишить его пенсионных денег (75 рублей в месяц).

### Арест и гибель
В ночь с 26 на 27 июля 1938 года 76-летний Шаховской был арестован. В ходе обыска на его квартире (Зубовский бульвар, д. 15, кв. 23) был конфискован семейный архив.
Содержался во внутренней тюрьме НКВД на Лубянке, затем в Лефортовской тюрьме. Многократно допрашивался (по воспоминаниям сокамерников, следователи заставляли его сутками стоять без сна). Был вынужден написать заявление с признанием собственной вины в контрреволюционной деятельности (имея в виду первые послереволюционные годы), но решительно отказался давать показания против других лиц, а также о какой-либо нелегальной работе, проводившейся после 1922 года.
Академик В. И. Вернадский пытался спасти Д. И. Шаховского, добившись встречи с прокурором А. Я. Вышинским с тем, чтобы обсудить судьбу «дорогого друга Дмитрия Ивановича Шаховского, одного из благороднейших и морально высоких людей, с которыми я встречался в своей долгой жизни». Однако эта беседа никак не сказалась на судьбе Шаховского, который 14 апреля 1939 года был приговорён к расстрелу Военной коллегией Верховного суда как участник «антисоветской террористической организации». 15 апреля 1939 года расстрелян, захоронен на полигоне «Коммунарка».

Официально родным была сообщено о том, что Шаховской приговорён к 10 годам без права переписки. Поэтому в мае 1940 года В. И. Вернадский обратился с письмом к Л. П. Берии, в котором писал: 
Я дружен с Дмитрием Ивановичем почти 60 лет — всё время мы прожили друг с другом душа в душу, находясь в непрерывном, ни разу не нарушенном идейном общении. Д. И. Шаховской — один из самых замечательных людей нашей страны, глубокий, широкого образования, искренний и морально честный демократ. Мне 77 лет. Я по себе знаю, как хрупка организация стариков в зависимости от внешних условий жизни. Выдержал ли испытание организм Дмитрия Ивановича?.. Здоров ли Дмитрий Иванович Шаховской?.. Очень прошу Вас ответить мне.
В ответ В. И. Вернадскому было сообщено, что Шаховской умер в лагере в конце января 1940 года. Шаховской был реабилитирован 9 июля 1957 года. Подлинная дата смерти и её обстоятельства были официально обнародованы в 1991 году.

## Семья
- Жена — Анна Николаевна Сиротина (1860—1951), сестра профессора медицины В. Н. Сиротинина.
  - Дочь — Анна Дмитриевна (1889—1959) — литератор, учёный, деятель кооперативного движения, секретарь П. А. Кропоткина в последние годы его жизни, секретарь В. И. Вернадского.
  - Дочь — Наталия Дмитриевна (1890—1942) — литератор, деятель кооперативного движения, умерла от туберкулёза в Москве.

## Память
В Ярославле по инициативе регионального отделения «Союза правых сил» при поддержке фонда «Открытая Россия» была открыта мемориальная доска, увековечивающая память Д. И. Шаховского. Она установлена на здании, где до революции помещалась редакция газеты «Северный край», соредактором которой был князь Шаховской.
В Москве 11 апреля 2021 года активистами проекта «Последний адрес» по адресу Зубовский бульвар, дом 15, была установлена табличка, сообщающая о датах рождения, ареста, расстрела и реабилитации Д. И. Шаховского. Она установлена на здании, где до дня ареста проживал князь Шаховской.

### Посмертные издания
- Шаховской Д. И. Письма о Братстве. // Звенья. М.-СПб., 1992. Вып. 2. С. 174-318.
- Шаховской Д. И. Письма к Вернадскому. // Сфинкс. Петербургский философский журнал. 1994. № 2. С. 207.
- Шаховской Д. И. Статьи и наброски. // Философский век. Альманах 26. История идей в России: исследования и материалы. СПб. 2004. с. 118-145.
- Шаховской Д. И. Письма к И. М. Гревсу. // Философский век. Альманах 26. История идей в России: исследования и материалы. СПб. 2004. с. 146-235